# هرنیک
هرنیک (به مجاری:  Hernyék) یک منطقهٔ مسکونی در مجارستان است که در ناحیه لنتی واقع شده‌است.